# 高斯二项式系数
高斯二项式系数 (也称作 高斯系数, 高斯多项式, 或 q-二项式系数)在数学里是指二项式系数的q-模拟。

## 定义
高斯二项式系数被定义为：
{\displaystyle {m \choose r}_{q}={\begin{cases}{\frac {(1-q^{m})(1-q^{m-1})\cdots (1-q^{m-r+1})}{(1-q)(1-q^{2})\cdots (1-q^{r})}}&r\leq m\\0&r>m\end{cases}}}
其中， m 和 r 是非负整数。 当 r = 0时值为1。
高斯二项式系数计算一个有限维向量空间的子空间数。令q表示一个有限域里的元素数目，则在q元有限域上n维向量空间的k维子空间数等于
{\displaystyle {\binom {n}{k}}_{q}.}

## 示例
{\displaystyle {0 \choose 0}_{q}={1 \choose 0}_{q}=1}
{\displaystyle {1 \choose 1}_{q}={\frac {1-q}{1-q}}=1}
{\displaystyle {2 \choose 1}_{q}={\frac {1-q^{2}}{1-q}}=1+q}
{\displaystyle {3 \choose 1}_{q}={\frac {1-q^{3}}{1-q}}=1+q+q^{2}}
{\displaystyle {3 \choose 2}_{q}={\frac {(1-q^{3})(1-q^{2})}{(1-q)(1-q^{2})}}=1+q+q^{2}}
{\displaystyle {4 \choose 2}_{q}={\frac {(1-q^{4})(1-q^{3})}{(1-q)(1-q^{2})}}=(1+q^{2})(1+q+q^{2})=1+q+2q^{2}+q^{3}+q^{4}}

## 性质
和普通二项式系数一样, 高斯二项式系数是中心对称的:
{\displaystyle {m \choose r}_{q}={m \choose m-r}_{q}.}
特别地,
{\displaystyle {m \choose 0}_{q}={m \choose m}_{q}=1\,,}
{\displaystyle {m \choose 1}_{q}={m \choose m-1}_{q}={\frac {1-q^{m}}{1-q}}=1+q+\cdots +q^{m-1}\quad m\geq 1\,.}
当 q = 1 时，有
{\displaystyle {m \choose r}_{1}={m \choose r}}